# Мерксайм
Меркса́йм (фр. Merxheim) — коммуна на северо-востоке Франции в регионе Гранд-Эст (бывший Эльзас — Шампань — Арденны — Лотарингия), департамент Верхний Рейн, округ Тан — Гебвиллер, кантон Гебвиллер. До марта 2015 года коммуна административно входила в состав упразднённого кантона Сульц-О-Рен (округ Гебвиллер).
Площадь коммуны — 9,1 км², население — 1260 человек (2006) с тенденцией к росту: 1287 человек (2012), плотность населения — 142,0 чел/км².

## Население
Численность населения коммуны в 2011 году составляла 1287 человек, а в 2012 году — 1287 человек.
| 1962 | 1968 | 1975 | 1982 | 1990 | 1999 | 2006 | 2008 | 2011 | 2012 |
| ---- | ---- | ---- | ---- | ---- | ---- | ---- | ---- | ---- | ---- |
| 957  | 950  | 986  | 1001 | 1039 | 1147 | 1260 | 1292 | 1287 | 1287 |

Динамика населения:

## Экономика
В 2010 году из 834 человек трудоспособного возраста (от 15 до 64 лет) 628 были экономически активными, 206 — неактивными (показатель активности 75,3 %, в 1999 году — 71,3 %). Из 628 активных трудоспособных жителей работали 589 человек (321 мужчина и 268 женщин), 39 числились безработными (12 мужчин и 27 женщин). Среди 206 трудоспособных неактивных граждан 68 были учениками либо студентами, 83 — пенсионерами, а ещё 55 — были неактивны в силу других причин.
На протяжении 2011 года в коммуне числилось 483 облагаемых налогом домохозяйства, в которых проживало 1264 человека. При этом медиана доходов составила 22178,5 евро на одного налогоплательщика.

## Достопримечательности (фотогалерея)

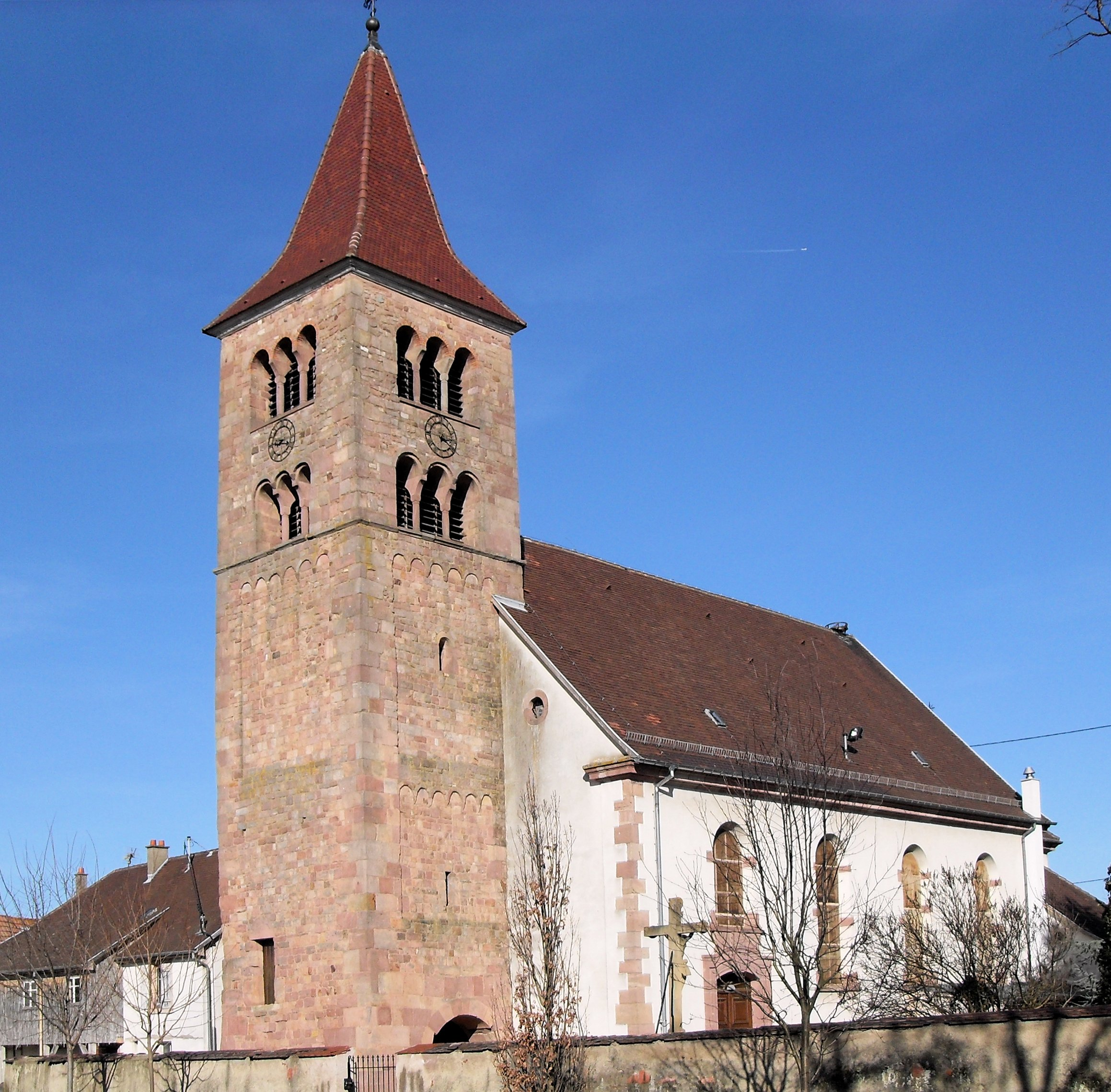
Церковь Святых Петра и Павла